# Pueblos indígenas de Paraguay
De acuerdo al censo de 2022 existen 140 039 indígenas en Paraguay, distribuidos en 19 pueblos pertenecientes a cinco grupos lingüísticos, que habitan en 14 departamentos y en Asunción.

## Características

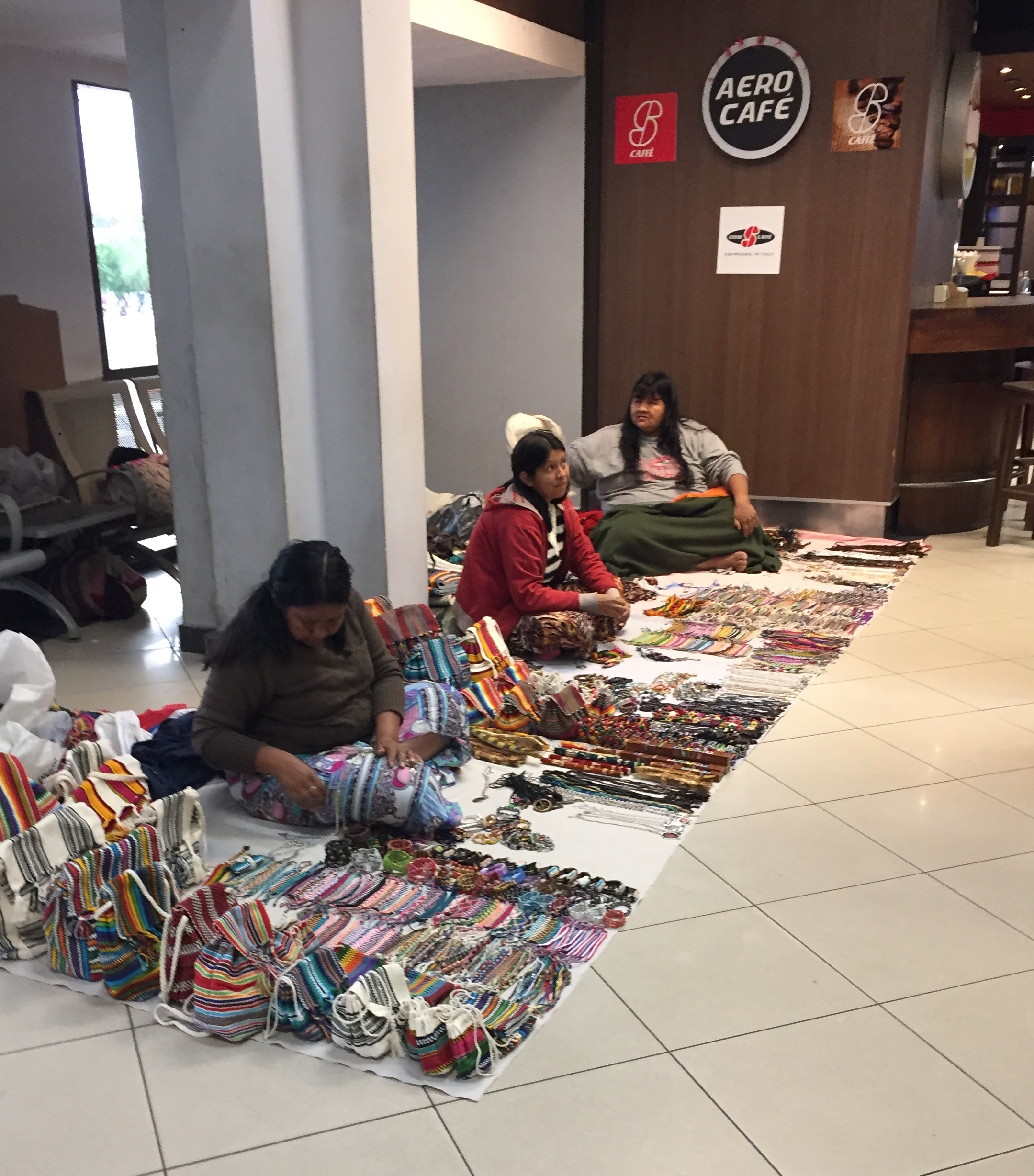
Indígenas ofreciendo su artesanía en el Aeropuerto Internacional Silvio Pettirossi.

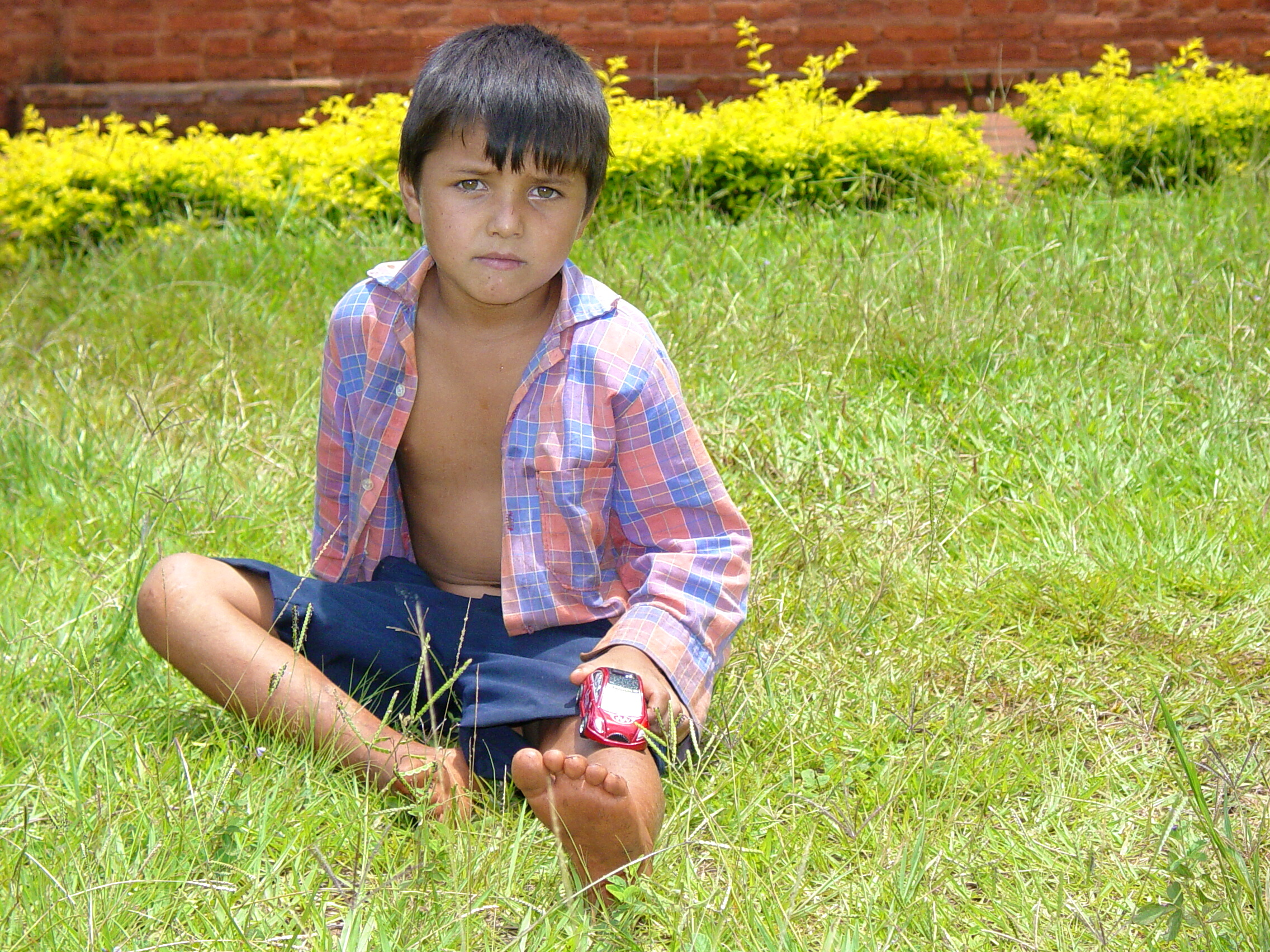
Víctor Hugo, niño guaraní en la misión jesuítica de Jesús de Tavarangüé (enero de 2004).

La población del Paraguay  es  heterogénea: indígenas de ascendencia mayoritaria guaraní, mestizos y criollos en su mayor parte de ascendencia española, con una minoría de inmigrantes alemanes, suecos, daneses, eslavos, noruegos,balticos, brasileros, argentinos, uruguayos, coreanos, japoneses, chinos, turcos, sirio-libaneses, belgas, polacos, rusos, ucranianos, portugueses, italianos y eslavos y germánicos menonitas.
A pesar de las diferencias notables entre los pueblos indígenas, que están reflejadas en la diversidad lingüística y que resultan de sus variadas historias socioculturales o procesos étnico-territoriales, es también cierto que tales pueblos comparten ciertos rasgos culturales de sus estrategias de supervivencia, hecho que históricamente se debe a la necesidad de dar respuestas culturales a los mismos o semejantes desafíos ecológicos: un alto grado de movilización cíclico-espacial, típicas estrategias de compensar las deficiencias que se producen durante la estación más crítica del año que es la época seca, la fuerte tendencia a la diseminación espacial en subgrupos no demasiado numerosos, las estrategias de dispersión del riesgo a través de la multiplicidad y complementariedad de las actividades concomitantes respecto a los recursos florísticos, faunísticos y agropecuarios de la región.

## Censos indígenas

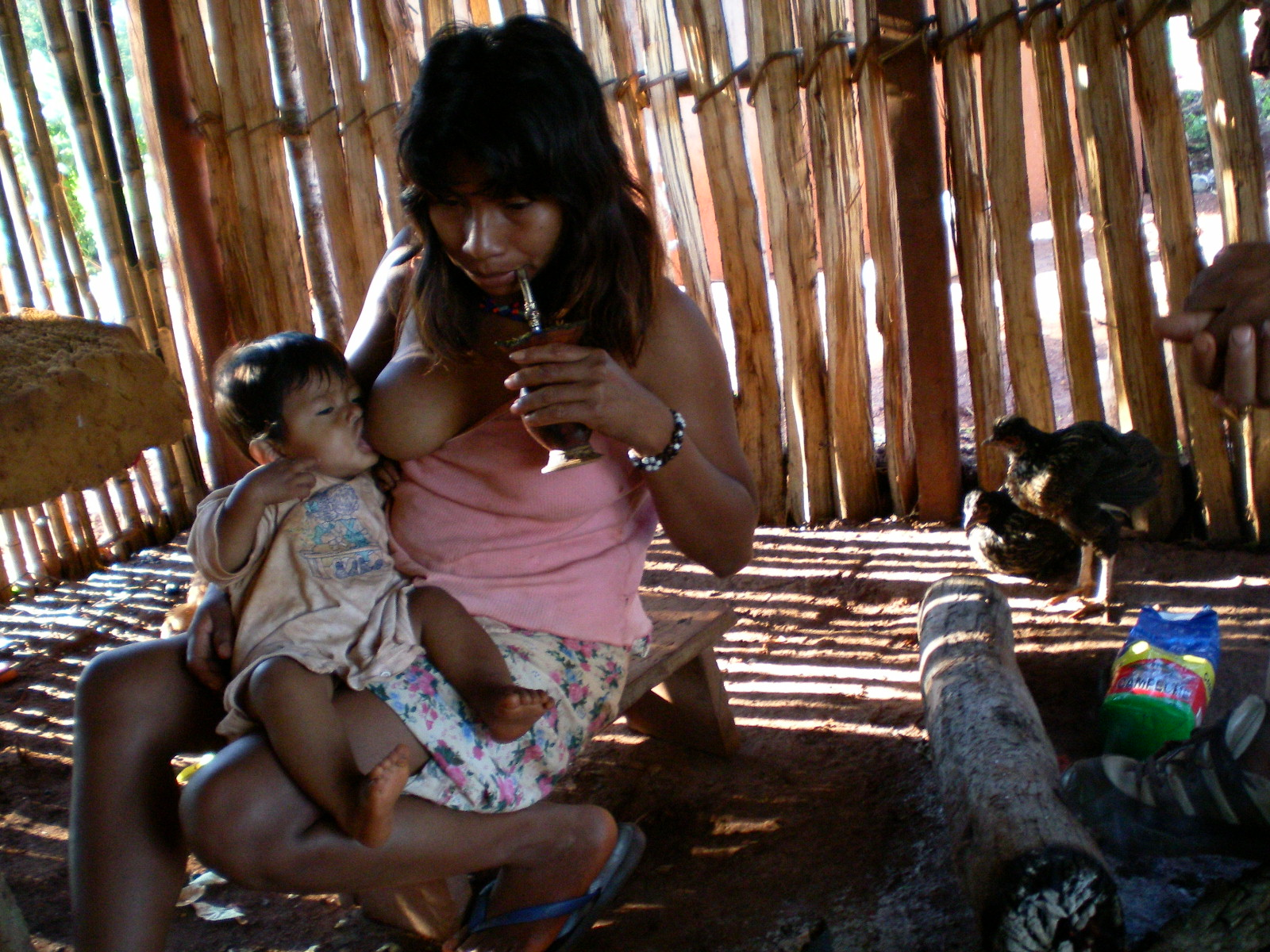
Madre e hijo indígena en el Paraguay.

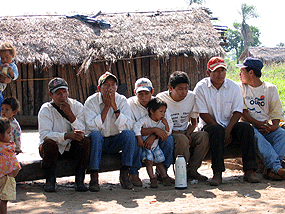
Hombres indígenas en el Paraguay.

La evolución de la población indígena en Paraguay de acuerdo a los censos indígenas es la siguiente:
- Censo y Estudio de Población Indígena del Paraguay (CEPIP de 1981): 38 703 indígenas (1,3% del total de la población nacional)
- Censo Nacional de Población y Viviendas (CNPV de 1992): 49 487 indígenas (1,2% del total de la población nacional)
- Censo Nacional Indígena de Población y Viviendas (CNIPV de 2002): 89 169 indígenas (1,7% del total de la población nacional)
- Censo Nacional de Población y Viviendas para Pueblos Indígenas (CNPVPI de 2012): 117 150 indígenas (incluye a 3896 personas captadas por el censo para los no indígenas a través de la pregunta de pertenencia étnica). (1,8% del total de la población nacional)
- Censo Nacional de Población y Viviendas para Pueblos Indígenas (CNPVPI de 2022): 140 206 indígenas (incluye a 2699 personas captadas por el censo para los no indígenas a través de la pregunta de pertenencia étnica). (2,3% del total de la población nacional)

Los 19 pueblos indígenas reconocidos se agrupan en 5 familias lingüísticas: En la tabla siguiente los datos del censo de 2022 no incluyen a 2699 personas captadas por el censo a no indígenas. Lo mismo ocurre para el censo 2002 con 559 no indígenas y 4103 agregadas por el censo a no indígenas.
| Pueblo (nombres utilizados en los censos)         | Censo 1981[3]                      | Censo 1992[3]                      | Censo 2002[4] | Censo 2012[5] | Censo 2022[1] |
| ------------------------------------------------- | ---------------------------------- | ---------------------------------- | ------------- | ------------- | ------------- |
| Familia guaraní (54.7% de los indígenas)          |                                    |                                    |               |               |               |
| Ache (aché)                                       | 377                                | 639                                | 1 190         | 1 884         | 2 596         |
| Ava guaraní (avá-chiripá)                         | 4 500                              | 6 918                              | 13 430        | 17 921        | 22 235        |
| Guaraní ñandéva (tapieté)                         | 1 024                              | 1 827                              | 1 984         | 2 470         | 3 133         |
| Mbya (mbya-guaraní)                               | 2460                               | 4744                               | 14 324        | 20 546        | 27 835        |
| Guaraní occidental (guarayo)                      | 1 464                              | 1 254                              | 2 155         | 3 587         | 2 199         |
| Paĩ tavyterã (pa'ï-tavyterä)                      | 4986                               | 8026                               | 13 132        | 15 494        | 15 609        |
| Familia mataco-mataguayo (15.2% de los indígenas) |                                    |                                    |               |               |               |
| Nivaclé                                           | 6667                               | 7934                               | 12 028        | 14 768        | 17 845        |
| Maká (maka)                                       | 608                                | 1 061                              | 1 282         | 1 888         | 2 129         |
| Manjui                                            | 319                                | 229                                | 452           | 582           | 429           |
| Wichís                                            | 5                                  | 0                                  | -             | -             | -             |
| Familia zamuco (4.0% de los indígenas)            |                                    |                                    |               |               |               |
| Ayoreo                                            | 1 120                              | 814                                | 2 016         | 2 461         | 2 394         |
| Ybytoso (chamacoco)                               | 963 (incluyendo tomárahos)         | 908 (incluyendo tomárahos)         | 1 468         | 1 915         | 2 126         |
| Tomárãho                                          | (incluidos con los ybytosos)       | (incluidos con los ybytosos)       | 103           | 152           | 213           |
| Familia lengua-maskoy (23.6% de los indígenas)    |                                    |                                    |               |               |               |
| Enlhet norte (lengua)                             | 8 121 (incluyendo a los enxet sur) | 9 501 (incluyendo a los enxet sur) | 7 221         | 8 167         | 9 222         |
| Enxet sur                                         | (incluidos con los enlhet norte)   | (incluidos con los enlhet norte)   | 5 844         | 7 284         | 8 070         |
| Angaité                                           | 2 060                              | 1 647                              | 3 694         | 5 992         | 6 909         |
| Sanapaná                                          | 1 794                              | 1 063                              | 2 271         | 2 866         | 3 470         |
| Guaná                                             | 383                                | 84                                 | 242           | 393           | 512           |
| Toba maskoy                                       | 1 280                              | 2 057                              | 756           | 2 072         | 2 025         |
| Familia guaicurú (1.7% de los indígenas)          |                                    |                                    |               |               |               |
| Qom (toba qom)                                    | 572                                | 781                                | 1 474         | 1 939         | 2 182         |
| TOTAL                                             | 38 703                             | 48 579                             | 85 066        | 112 381       | 140 206       |

## Distribución en los departamentos

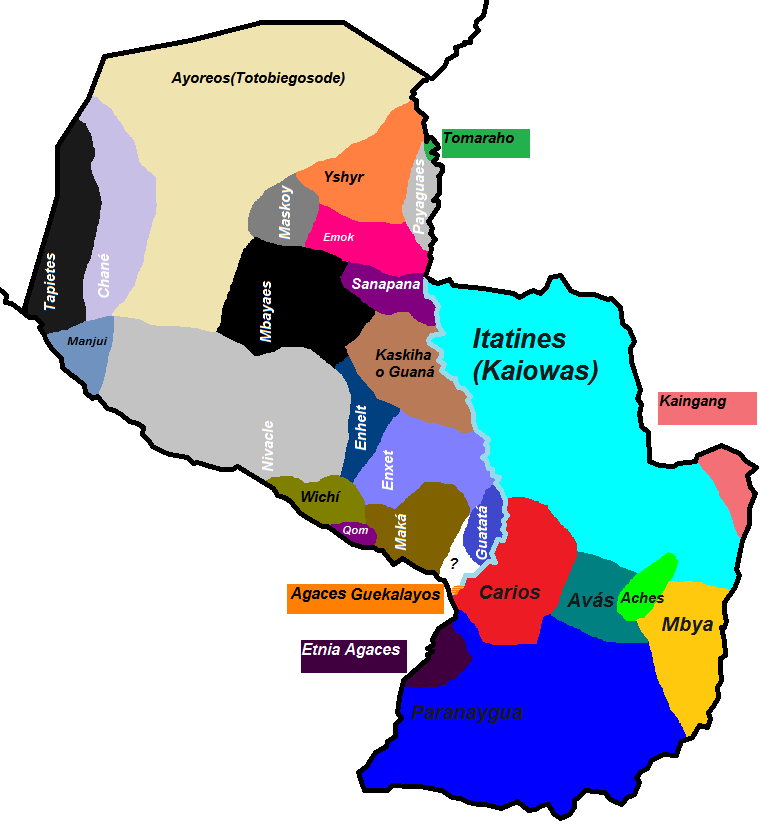
Mapa de los indígenas de Paraguay.

La distribución de los pueblos indígenas por departamento es la siguiente:
| Departamento     | Población (censo 2022) |
| ---------------- | ---------------------- |
| Presidente Hayes | 29 814                 |
| Boquerón         | 29 774                 |
| Canindeyú        | 16 294                 |
| Caaguazú         | 13 255                 |
| Amambay          | 12 439                 |
| Alto Paraná      | 8 915                  |
| Caazapá          | 5 290                  |
| San Pedro        | 4 641                  |
| Alto Paraguay    | 4 414                  |
| Concepción       | 3 645                  |
| Itapúa           | 3 494                  |
| Central          | 3 069                  |
| Guairá           | 1 928                  |
| Asunción         | 419                    |
| Paraguarí        | 116                    |
| Total            | 137 507                |

## Distribución étnica
Los indígenas del Paraguay se distribuyen entre tres tipos humanos:
- Láguido-melanesio: en el Paraguay Oriental sobre el alto y medio río Paraná, antes de la invasión guaraní estaban representados por los cáingangs y los gé.[7]

- Pámpido-australiano: en el Chaco Boreal, excepto los chané.

- Amazónido: en la Región Oriental, representado por los guaraníes.

## Guaraníes

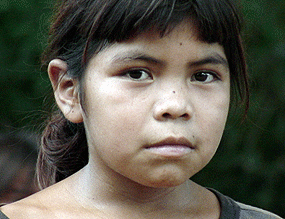
Niña avá guaraní.

A la llegada de los españoles la región en donde se halla actualmente Asunción, la capital del Paraguay, y sus vecindades estaba habitada por carios y demás etnias consanguíneas como los itatines, guarambarenses y paranaenses. Más al norte se encontraban otras familias guaraníes denominados chiriguanos. Eran pueblos seminómadas repartidos en forma desigual por el extenso territorio. Estos serían esencialmente los antecesores de grupos familiares conocidos por los etnólogos contemporáneos con diferente nomenclatura:  
- Paî taviterâs
- Avá
- Mbyás
- Achés
- Guaraní ñandévas

Su cultura es considerada neolítica. Practicaban una agricultura rudimentaria, eran mayoritariamente cazadores y recolectores; vivían períodos de abundancia en los tiempos en que maduraban los frutos silvestres, haciendo provecho de todo lo que la naturaleza les proveía. 
La convivencia hispano-guaraní respondió a un mecanismo de mutuo provecho. Los carios, ubicados sobre el río Paraguay y próximos a la taba del cacique Cara Cará, vivían amenazados por el permanente asedio de sus enemigos naturales, los guaicurúes y payaguás de allende el río que asolaban sus ranchos apropiándose de sus alimentos y de sus mujeres. El apoyo militar de los españoles fue oportuno e imprescindible para combatirlos. A su vez, los europeos debieron echar mano del trabajo del guaraní, para hallar los medios de subsistencia en los que el aporte de la mujer indígena fue esencial. Esa colaboración, forzada o voluntaria, fue fundamental: ella procreaba y cuidaba los hijos del señor español, confeccionaba su vestimenta hilando el algodón, proveía los alimentos primarios y prestaba todo tipo de servicios personales. Este, por su parte debió adaptarse a la vida indígena, adoptando su idioma, sus comidas y sus hábitos naturales.
La sociedad mestiza ya estabilizada, se organizó sobre las bases de una economía de consumo, fundamentada por entero en el trabajo del indígena.
En el corto plazo de diez lustros, el Paraguay se halló convertido en una región con elevado índice de población mestiza. El producto de esa simbiosis, el mancebo guaraní, exhibía en su apariencia y carácter los rasgos de su génesis materna, a los que se agregaban las señales sanguíneas distintivas aportadas por los hombres españoles, provenientes de diversas regiones de la península ibérica: vascos, extremeños, andaluces, castellanos o gallegos.
El escaso número de conquistadores fue absorbido por el poderoso torrente indígena prevaleciendo así las costumbres, la alimentación, y muy especialmente el lenguaje guaraní, cuya supervivencia se registra como caso único de bilingüismo en las posesiones coloniales españolas de América.
Si bien el idioma nativo, que se conocía como lengua general, era predominante en toda el área de influencia tupí guaraní, es el Paraguay, el único país donde su pueblo lo mantiene vigente como instrumento vivo de comunicación.

## Pueblos no sometidos por los españoles
En la región oriental:

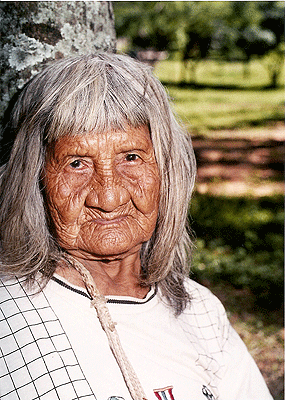
Anciana indígena.

- Monteses o caiguás según la nomenclatura clásica provincial.

En la ribera occidental del río Paraguay:
- Guaicurúes-payaguás y agaces-mbayás: que migraron en tiempos coloniales más al norte del territorio del actual Chaco paraguayo. Eran cazadores y depredadores, de cultura paleolítica. Eran nómadas y afectos a la violencia. Por más de doscientos años estas tribus resistieron con encono al sometimiento y a la evangelización. Guerreaban tanto a españoles como a portugueses, pirateando sus expediciones para secuestrar sus caballos y sus armas.

- Los payaguás, dueños de los ríos, eran temerarios y proverbiales remadores. Con sus ligeras canoas mantuvieron en permanente zozobra a los que se aventuraban a navegar sus aguas.

Los guaicurúes, una vez que conocieron el valor del caballo como elemento de guerra, se constituyeron en una pesadilla constante para los conquistadores, en sus rápidos e impredecibles desplazamientos por las costas chaqueñas del río Paraguay.
Ambos pueblos prefirieron sufrir la extinción progresiva a renunciar a sus hábitos naturales.

## Pueblo en aislamiento voluntario
Se creía que aproximadamente desde los años 1950, no existían grupos indígenas que no se hubiesen incorporado al sistema de convivencia paraguayo, pero aproximadamente en marzo de 2004, se tuvo contacto con un grupo de ayoreo-totobiegosode selvícolas en el noroeste del Chaco Paraguayo, que migraban por la escasez de alimentos, descubriéndose de esta forma que aún existen grupos no contactados que persisten completamente aislados del completo contacto con el mundo, inclusive de otros grupos de la misma familia lingüística.
De acuerdo con datos de las organizaciones indígenas Payipie Ichadie Totobiegosode (OPIT), Unión de Nativos Ayoreo del Paraguay (UNAP), y a las organizaciones indigenistas Gente, Ambiente y Territorio (GAT) e Iniciativa Amotocodie, la Dirección General de Estadística, Encuestas y Censos estima que este grupo ayoreo contaría con al menos 50 personas que no fueron contadas en los censos.